# دهستان چوبر (شفت)
دهستان چوبر (شفت) نام دهستانی در بخش احمدسرگوراب شهرستان شفت، استان گیلان در ایران است. براساس سرشماری مرکز آمار ایران در سال ۱۳۸۵، جمعیت آن ۱۲۸۴۵ نفر (۳۴۱۷ خانوار) بوده‌است.